# Zatrephes rufescens
Zatrephes rufescens är en fjärilsart som beskrevs av Rothschild 1909. Zatrephes rufescens ingår i släktet Zatrephes och familjen björnspinnare. Inga underarter finns listade i Catalogue of Life.